# 僧鎔
僧鎔（そうよう、1723年（享保8年） - 1783年10月27日（天明3年10月2日））は、江戸時代中期の浄土真宗本願寺派の僧。幼名を渡辺與三吉、初名は霊関、字は子練、名は慶捜。
空華学轍（くうげがくてつ）と呼ばれる学派の祖とされ、多くの門人を育てた。

## 概要
越中国水橋に生まれる。11歳で、上市明光寺の霊潭について出家し、越中国宇奈月善巧寺（ぜんぎょうじ）の住職となる。21歳で京都に上り、僧樸に学ぶ。

### 空華廬と空華轍
1758年（宝暦8年）、自坊に学塾・空華廬を開き、門弟は3000人に及んだ。彼に連なる学轍（学派）は空華轍と呼ばれるようになり、同学派の教えは明治初年まで西本願寺の宗学の主流的な役割を果たした。
代表的な弟子に、越中の柔遠や、三業惑乱の一方の論客とされた道隠（堺空華の祖）らがいる。

## 著作
- 『本典一渧録』（ほんでんいったいろく）など